# Pierre Legrain
Pierre-Émile Legrain (Levallois-Perret, 2 oktober 1889 – Parijs, 17 juli 1929) was een Franse boekbinder en meubelmaker. Zijn vader was eigenaar van een distilleerderij en zijn moeder kwam uit België.
In 1904 besloot hij, ondanks zijn slechte gezondheid, kunstenaar te worden en volgde toen een opleiding aan de École des Arts Appliqués Germain-Croix in Parijs waar hij les kreeg in schilderen, beeldhouwen en het ontwerper van theaterdecors. In 1908 kreeg hij een verzoek van Paul Iribe om tekeningen te maken voor de satirische tijdschriften Le Témain, L'Assiette au Beurre, Le Mot en La Baïonette. Daarna maakte hij ontwerpen voor juwelen, mode en binnenhuisarchitectuur.
Omdat hij wegens zijn gezondheid afgekeurd was voor militaire dienst besloot hij in 1914 naar New York te vertrekken, maar bleef in Parijs wegens het uitbreken van de Eerste Wereldoorlog en werd toen ingedeeld bij de burgerwacht. Eind 1916 werd hij gedemobiliseerd en zocht de eigenaar van een modehuis op om hem om werk te vragen. Deze couturier Doucet had werk voor hem, maar niet in de mode. Ofschoon Legrain dit vak nog nooit had beoefend, verzocht Doucet hem zijn collectie van literatuur in moderne boekbanden te gaan inbinden. In de eetkamer van Doucet begon Legrain aan het karwei, in de middaguren geholpen door zijn werkgever. Hij maakte zijn opdracht af en nadat Doucet 20 van zijn banden in 1919 had tentoongesteld bij de Salon des Société des Artistes Français ging hij aan andere opdrachten werken voor onder anderen: Baron Robert de Rothschild, Louis Barthou, Georges en Auguste Blaizot en Daniel Sickles.
In 1923 opende hij zijn eigen studio aan de Rue d'Argenteuil met een aantal andere boekbinders. Op het moment dat hij een eigen drukkerij en binderij wilde stichten in 1929, werd een hartaanval hem fataal en stierf hij op 41-jarige leeftijd.
In de betrekkelijk korte tijd dat hij boekbinder was ontstonden van zijn hand ruwweg 1300 boekbanden. Voor zijn boekbanden gebruikte Legrain allerlei materialen zoals metaal, glas en haaienhuid. Hij maakte ook op verzoek leren tassen voor camera's, sigaren- en sigarettendozen en meubels.